# Malmo, Nebraska
Malmo är en ort (village) i Saunders County i delstaten Nebraska i USA. Orten hade 94 invånare, på en yta av 0,35 km² (2020). Den har namngivits efter den svenska orten Malmö.